# Корчагін Павло Миколайович
Павло Миколайович Корчагін (1901, селище Кулебаки Нижньогородської губернії, тепер місто Нижньогородської області, Російська Федерація — 19 грудня 1980, місто Іваново, тепер Російська Федерація) — радянський державний діяч, 1-й секретар Чкаловського обласного комітету ВКП(б), голова Івановського облвиконкому, голова Алтайського крайвиконкому. Член ЦК КПРС у 1952—1956 роках. Депутат Верховної ради РРФСР 5—6-го скликань. Депутат Верховної ради СРСР 3—4-го скликань.

## Життєпис
У 1920 і 1922—1923 роках служив у Червоній армії.
У 1926—1933 роках — керуючий справами, заступник голови заводського комітету Кулебацького металургійного заводу; голова Кулебацького ліспромгоспу; голова заводського комітету судноремонтного заводу.
Член ВКП(б) з 1928 року.
У 1933—1934 роках — заступник секретаря Кулебацького районного комітету ВКП(б) Горьковського краю.
У 1934—1937 роках — 2-й секретар Лук'яновського районного комітету ВКП(б) Горьковського краю (області).
У 1937—1938 роках — 1-й секретар Пільнинського районного комітету ВКП(б) Горьковської області.
У 1938—1939 роках — завідувач сільськогосподарського відділу Горьковського обласного комітету ВКП(б).
У 1939—1941 роках — інструктор сільськогосподарського відділу ЦК ВКП(б).
У 1941—1942 роках — 1-й заступник голови виконавчого комітету Алтайської крайової ради депутатів трудящих.
У 1942—1943 роках — 2-й секретар Алтайського крайового комітету ВКП(б).
У серпні 1943 — грудні 1945 року — голова виконавчого комітету Алтайської крайової ради депутатів трудящих.
У 1945—1947 роках — слухач Вищої партійної школи при ЦК ВКП(б).
У 1947 — 29 листопада 1948 року — 2-й секретар Чкаловського обласного комітету ВКП(б).
29 листопада 1948 — 23 листопада 1955 року — 1-й секретар Чкаловського обласного комітету ВКП(б) (КПРС).
У 1956 — грудні 1962 року — голова виконавчого комітету Івановської обласної ради депутатів трудящих.
У грудні 1962 — грудні 1964 року — голова виконавчого комітету Івановської сільської обласної ради депутатів трудящих.
З грудня 1964 року — персональний пенсіонер у місті Іваново.
Помер 19 грудня 1980 року в місті Іваново.

## Нагороди
- три ордени Трудового Червоного Прапора (1942, 1957, 1961)
- медаль «За трудову доблесть»
- медалі